# Kloster Tempzin
Kloster Tempin is een gemeente in de Duitse deelstaat Mecklenburg-Voor-Pommeren. De gemeente maakt deel uit van het Landkreis Ludwigslust-Parchim.
Kloster Tempin telt 546 inwoners. De gemeente ontstond op 1 januari 2016 door de fusie van de gemeenten Zahrensdorf en Langen Jarchow.